# Padres (película)
Padres es una película española de thriller de 2024, escrita y dirigida por José Ángel Bohollo. Está protagonizada por Fernando Cayo y Natalia Verbeke. Se estrenó en el Festival de Cine Europeo de Sevilla el 14 de noviembre de 2024, y luego se estrenó en cines españoles el 21 de febrero de 2025, con distribución de A Contracorriente Films.

## Reparto
- Fernando Cayo como Jaime
- Natalia Verbeke como Victoria
- Angelina Stoian
- Carlos Fuentes

## Producción
El 23 de octubre de 2023, se anunció por primera vez que el rodaje de la película Padres había comenzado en Tenerife bajo la dirección de José Ángel Bohollo, con Fernando Cayo y Natalia Verbeke como protagonistas. En diciembre de 2023, se anunció que el rodaje de la película había concluido.

## Lanzamiento y marketing
En octubre de 2024, se anunció que Padres tendría su estreno mundial en el Festival de Cine Europeo de Sevilla el 14 de noviembre de 2024. El 31 de enero de 2025, A Contracorriente Films, una de las productoras de la película, anunció que estrenaría la película en cines españoles el 21 de febrero de 2025.